# ローマ暦
ローマ暦（ローマれき）は、古代ローマで使用されていた暦法。狭義には、古代ギリシア暦を元にしてつくられた暦法を言う。ローマ建国紀元とは異なる。広義には、改暦されたユリウス暦もローマ暦に含める。さらに広義には、ユリウス暦を改暦して使用されたグレゴリオ暦も含む。本項では、ユリウス暦より以前のローマ暦について述べる。

## 最初期のローマ暦
紀元前753年（紀元前745年説あり）、最初のローマ暦が古代ローマで採用された。この暦法は、ローマを建国したとされる王ロームルスの名をとり、ロムルス暦と呼ばれる。この暦には29ないし31日からなる月が10個置かれ、現在の3月にあたる月から始まり12月で終わっていた。各月の名称と日数は下表のとおり。年始にあたる Martius が1番目の月であり、4番目の Junius までは神の名前をつけている。5番目から10番目にあたるQuīntīlisからDecemberまでの月名は、ラテン語の数詞5-10(quīnque, sex, septem, octō, novem, decem)に由来し、第5月から第10月を意味する。月の順序と月名との間にずれが生じたのは、後述の紀元前153年の改暦による。1年の長さは304日で、12月30日と3月1日の間に、日付のない日が約61日間続いた。農耕暦だったので、畑仕事のない季節に日付は必要なかったとされる。当時のローマ人は1年の長さが約365日であることを知らなかったため、日付のない日は厳密に61日間ではなく、春めいてきた日に王が新年を宣言するという形をとったと考えられる。
| No.                | ラテン語月名       | 読み               | 日数   | 由来                                                                                       | 現在該当する月 |
| ------------------ | ------------------ | ------------------ | ------ | ------------------------------------------------------------------------------------------ | -------------- |
| 1                  | Martius            | マルティウス       | 31日   | 軍神マルスの月                                                                             | 3月            |
| 2                  | Aprīlis            | アプリーリス       | 30日   | 美の女神ウェヌスの月 おそらく、ギリシア語アプロディーテを 起源とするエトルリア語 Apru より | 4月            |
| 3                  | Māius              | マーイウス         | 31日   | 豊穣の女神マイアの月                                                                       | 5月            |
| 4                  | Jūnius             | ユーニウス         | 30日   | 結婚生活を守護する女神ユーノーの月                                                         | 6月            |
| 5                  | Quīntīlis          | クィーンティーリス | 31日   | quīntus（5番目の月）                                                                       | 7月            |
| 6                  | Sextīlis           | セクスティーリス   | 30日   | sextus（6番目の月）                                                                        | 8月            |
| 7                  | September          | セプテンベル       | 30日   | septem（7の月）                                                                            | 9月            |
| 8                  | Octōber            | オクトーベル       | 31日   | octo（8の月）                                                                              | 10月           |
| 9                  | November           | ノウェンベル       | 30日   | novem（9の月）                                                                             | 11月           |
| 10                 | December           | デケンベル         | 30日   | decem（10の月）                                                                            | 12月           |
| （月は置かれない） | （月は置かれない） | （月は置かれない） | 約61日 |                                                                                            |                |

### ヌマ暦
紀元前713年、ローマ国王ヌマ・ポンピリウスによって改暦が行われ、現在の1月にあたるJānuārius、2月にあたるFebruāriusがつけ加えられた。このときヌマは、日数が30日だった月の日数をすべて29日に変えた。平年の1年の長さは355日になる。2年に1度、2月の日数を23日に減じ、2月23日の翌日に Mercedinus（メルケディヌス）という名の27日間または28日間の閏月を挿入した。この時期はまだ年始は3月1日であった。この暦法は、布告した王の名をとりヌマ暦と呼ばれる。ほとんどの月の日数を29日と31日にしたのと、1年の長さを月の運行に合わせた354日にしなかったのは、ヌマの信仰が偶数を嫌ったからだとされている。
| No. | ラテン語月名          | 読み               | 平年の日数 | 閏年の日数     | 由来                                                                               | 現在該当する月 （日本語） | 月名 （英語） | 月名 （フランス語） |
| --- | --------------------- | ------------------ | ---------- | -------------- | ---------------------------------------------------------------------------------- | ------------------------- | ------------- | ------------------- |
| 1   | Martius               | マルティウス       | 31日       | 31日           | 軍神マルスの月                                                                     | 3月                       | March         | mars                |
| 2   | Aprīlis               | アプリーリス       | 29日       | 29日           | 美の女神ウェヌスの月                                                               | 4月                       | April         | avril               |
| 3   | Māius                 | マーイウス         | 31日       | 31日           | 豊穣の女神マイアの月                                                               | 5月                       | May           | mai                 |
| 4   | Jūnius                | ユーニウス         | 29日       | 29日           | 結婚生活を守護する女神ユーノーの月                                                 | 6月                       | June          | juin                |
| 5   | Quīntīlis             | クィーンティーリス | 31日       | 31日           | quīntus（5番目の月）                                                               | 7月                       | July          | juillet             |
| 6   | Sextīlis              | セクスティーリス   | 29日       | 29日           | sextus（6番目の月）                                                                | 8月                       | August        | août                |
| 7   | September             | セプテンベル       | 29日       | 29日           | septem（7の月）                                                                    | 9月                       | September     | septembre           |
| 8   | Octōber               | オクトーベル       | 31日       | 31日           | octo（8の月）                                                                      | 10月                      | October       | octobre             |
| 9   | November              | ノウェンベル       | 29日       | 29日           | novem（9の月）                                                                     | 11月                      | November      | novembre            |
| 10  | December              | デケンベル         | 29日       | 29日           | decem（10の月）                                                                    | 12月                      | December      | décembre            |
| 11  | Ianuarius / Jānuārius | ヤーヌアーリウス   | 29日       | 29日           | 物事の初めと終わりを司る境界と時間の神ヤヌスの月                                   | 1月                       | January       | janvier             |
| 12  | Februārius            | フェブルアーリウス | 28日       | 23日           | 浄罪と贖罪の神フェブルウスの月                                                     | 2月                       | February      | février             |
| 13  | Mercedinus            | メルケディヌス     | -          | 27日または28日 | ラテン語のmerces（賃金の意）より。 この時期にこの1年の給金の支払いがあったことから | （閏2月）                 |               |                     |

ロムルス暦とヌマ暦で決められた月名は、後に改名されたQuīntīlisとSextīlis、および後のユリウス暦では必要のなくなったMercedinusを除き、語形変化を被りつつも、ほぼそのまま英語等の現代語にまで受け継がれている。

### 紀元前153年の改暦
この後も数度、改暦が行われた。最も大きな改暦は紀元前153年1月1日に行われた。
この年から、
年の始まりが3月1日(MartiusのKalendae)ではなく、1月1日(JānuāriusのKalendae) に移った。このとき、月の順序と月名との間にずれが生じた。

## ローマ暦の日付の数え方
ローマ暦では今のように「1月5日」というような日付の呼び方はしなかった。各月に3つずつ、特別な日があって、それぞれ、
- Kalendae （カレンダエ）：月の最初の日。その月の Nōnae がいつであるかを宣言する日であり、「宣言する」という意味のラテン語の動詞 calāre/kalāre に由来する。また、暦をカレンダーというのは、これに由来する。
- Nōnae （ノーナエ）：月の第5日または第7日。Īdūs から数えて（後述するように Īdūs も含めて）9日前であり、「第9の」を意味するラテン語の序数詞 nōnus の語尾変化形そのものである。
- Īdūs （イードゥース）：月の第13日または第15日。この語の由来ははっきりしないが、Nōnae の8日後であり、「第8の」を意味するエトルリア語に由来するとの説がある。

と呼ばれた。ただし、ローマ暦の1ヶ月は、太陰暦と違い、月の運行とはずれているため、ノーナエ、イードゥースは実際には本当の半月、新月とはならない。この3つの基準日を元に、それぞれの日の名前が決まる。
小の月のノーナエは第5日、イードゥースは第13日だった。具体的には1月、2月、4月、6月、8月、9月、11月、12月。
大の月のノーナエは第7日、イードゥースは第15日だった。具体的には、3月、5月、7月、10月。
9月1日は、9月のカレンダエ、9月5日は9月のノーナエと呼ばれた。
その他の日付の呼び方も現代とは異なる。ローマ暦は基本的に逆算式だった。具体的には、9月2日は「9月のカレンダエの翌日」や「9月2日」とは呼ばれず、「9月のノーナエの4日前」と呼ばれた。9月の例を1日から30日までを次に列挙する。

### ローマ暦での9月各日の名称
- 9月1日：9月のカレンダエ Kalendīs Septembribus
- 9月2日：9月のノーナエの3日前 ante diem quārtum Nōnās Septembrēs/-īs
- 9月3日：9月のノーナエの2日前 ante diem tertium Nōnās Septembrēs/-īs
- 9月4日：9月のノーナエの前日 prīdiē Nōnās Septembrēs/-īs
- 9月5日：9月のノーナエ Nōnīs Septembribus
- 9月6日：9月のイードゥースの7日前 ante diem octāvum Īdūs Septembrēs/-īs
- 9月7日：9月のイードゥースの6日前 ante diem septimum Īdūs Septembrēs/-īs
- 9月8日：9月のイードゥースの5日前 ante diem sextum Īdūs Septembrēs/-īs
- 9月9日：9月のイードゥースの4日前 ante diem quīntum Īdūs Septembrēs/-īs
- 9月10日：9月のイードゥースの3日前 ante diem quārtum Īdūs Septembrēs/-īs
- 9月11日：9月のイードゥースの2日前 ante diem tertium Īdūs Septembrēs/-īs
- 9月12日：9月のイードゥースの前日 prīdiē Īdūs Septembrēs/-īs
- 9月13日：9月のイードゥース Īdibus Septembribus
- 9月14日：10月のカレンダエの17日前 ante diem duodēvīcēsimum Kalendās Octōbrēs/-īs
- 9月15日：10月のカレンダエの16日前 ante diem septimum decimum Kalendās Octōbrēs/-īs
- 9月16日：10月のカレンダエの15日前 ante diem sextum decimum Kalendās Octōbrēs/-īs
- 9月17日：10月のカレンダエの14日前 ante diem quīntum decimum Kalendās Octōbrēs/-īs
- 9月18日：10月のカレンダエの13日前 ante diem quārtum decimum Kalendās Octōbrēs/-īs
- 9月19日：10月のカレンダエの12日前 ante diem tertium decimum Kalendās Octōbrēs/-īs
- 9月20日：10月のカレンダエの11日前 ante diem duodecimum Kalendās Octōbrēs/-īs
- 9月21日：10月のカレンダエの10日前 ante diem ūndecimum Kalendās Octōbrēs/-īs
- 9月22日：10月のカレンダエの9日前 ante diem decimum Kalendās Octōbrēs/-īs
- 9月23日：10月のカレンダエの 8日前 ante diem nōnum Kalendās Octōbrēs/-īs
- 9月24日：10月のカレンダエの 7日前 ante diem octāvum Kalendās Octōbrēs/-īs
- 9月25日：10月のカレンダエの 6日前 ante diem septimum Kalendās Octōbrēs/-īs
- 9月26日：10月のカレンダエの 5日前 ante diem sextum Kalendās Octōbrēs/-īs
- 9月27日：10月のカレンダエの 4日前 ante diem quīntum Kalendās Octōbrēs/-īs
- 9月28日：10月のカレンダエの 3日前 ante diem quārtum Kalendās Octōbrēs/-īs
- 9月29日：10月のカレンダエの 2日前 ante diem tertium Kalendās Octōbrēs/-īs
- 9月30日：10月のカレンダエの 前日 prīdiē Kalendās Octōbrēs/-īs
- 10月1日：10月のカレンダエ Kalendīs Octōbribus

ローマ人は基準日を1（1オリジン）として日数を数えたので、「10月のカレンダエの3日前」は直訳すると「10月のカレンダエの4日前」になる。基準日の前日は、今の「クリスマス」における「イブ」のような特別な名前 (prīdiē) で呼んだ。したがって「1日前 ante diem secundum」という表現がない。このようにローマ暦が逆算式だったのは、各月のカレンダエ、ノーナエ、イードゥースの日に市が立ったり祭事その他の催しがあったりしたので、「次の基準日まで何日」という数え方のほうが使いやすかったからである。前日が特別な呼ばれ方をしたのは、祭事の準備などを行う特別な日だったからと考えられる。

## 末期のローマ暦
紀元前46年まで使われていた最終期のローマ暦は、1年は12か月、355日だった。年始は1月1日であった。1月から順にそれぞれの月の日数は次のとおり。
- 29,28,31,29,31,29,31,29,31,29,29,29

平年の1年の長さは355日で、2年に1度、2月23日と2月24日の間に22日間または23日間の閏日を挿入した。閏年の1年の長さは377日または378日になる。閏日が2月23日の翌日におかれるのは、初期のローマ暦が閏年の2月の日数を23日に減じたことに由来する。なお、最終期のこの暦法もヌマ暦と呼ばれている。
閏日の挿入は最高神祇官の職責であったが、この官職の職務は軽視されがちであり、規則どおり閏日を入れないことがしばしばあった。政治的な理由で、1年の長さを恣意的に操作するため、閏日を挿入したりしなかったりすることもあった。そのため、暦の上の日付と季節がまったく合致しなくなった。末期には、1月(Ianuarius)が秋に来る異常事態となった。このため、当時の執政官ガイウス・ユリウス・カエサルは抜本的な改暦を決意し、紀元前46年の暦に、閏月を都合3回合計90日挿入した上で、翌紀元前45年のIanuariusのKalendaeより１年を365.25日とする太陽暦に移行させ、閏月挿入に伴う暦法上の混乱を収束させた。これがユリウス暦である。記録に残る限り、最も1年の日数が長い年はこのローマ暦紀元前46年である。カエサルはこの年をultimus annus confusionis（最後の混乱の年）と呼んで自らの功績を誇ったが、ローマ人達は単にannus confusionis（混乱の年）と呼んで皮肉ったという。

## 曜日の名
ヌンディナエで8日ごとに市を開き、市の日には貴族などが休みとする1週間を8日とする制度が使われていた。途中から併用が見られていたが最終的に七曜日もローマ暦の途中から使用されるようになった。7つの曜日の名は次のとおり。
| 曜日   | ラテン語表記  | 読み                     | 由来             | 同一視される惑星 |
| ------ | ------------- | ------------------------ | ---------------- | ---------------- |
| 日曜日 | Diēs Sōlis    | ディエース・ソーリス     | 太陽の日         | 太陽の日         |
| 月曜日 | Diēs Lunae    | ディエース・ルナエ       | 月の日           | 月の日           |
| 火曜日 | Diēs Martis   | ディエース・マルティス   | マルスの日       | 火星             |
| 水曜日 | Diēs Mercuriī | ディエース・メルクリイー | メルクリウスの日 | 水星             |
| 木曜日 | Diēs Iovis    | ディエース・イオウィス   | ユピテルの日     | 木星             |
| 金曜日 | Diēs Veneris  | ディエース・ウェネリス   | ウェヌスの日     | 金星             |
| 土曜日 | Diēs Saturnī  | ディエース・サトゥルニー | サトゥルヌスの日 | 土星             |

マルス、メルクリウス、ユピテル、ウェヌス、サトゥルヌスはすべてローマ神話の神の名で、それぞれ火星、水星、木星、金星、土星と同一視される。

## ローマ暦での年の数え方
最初のころはそれぞれの年に番号をつけることはしなかった。必要なときは、毎年年初に就任する2名の執政官の名前を並べて呼んだ。執政官は共和政における最高の役職であり、共和政ローマの元首でもあった。
- 「紀元前205年」を古代ローマの記述法に則って書くと、「執政官プブリウス・コルネリウス・スキピオ・アフリカヌスとプブリウス・リキニウス・クラッススが治めた年」。

共和政末期になってから、紀元前753年のローマ建設からの通算年である、A.V.C.という年号が使われた。当時はUとVは同じ音価を持っていたので、A.U.C.と書かれていることもある。
さらに後、ユリウス暦時代になってから、皇帝ディオクレティアヌス（284年即位）からの紀元である「A.D.」が使われた（ディオクレティアヌス紀元）。A.D. は、我らの主の年、という意味の略語である。この「A.D.」は現在のキリスト紀元の「A.D.」とは別のものであることに注意する必要がある。

### インディクティオ
またディオクレティアヌスは、同時に297年9月から始まる会計年度「インディクティオ」を導入した｡これは第15インディクティオまで進んで、15年後には、また第1インディクティオに戻るものである｡

## 「西暦」の誕生と東ローマ帝国の暦法
6世紀、ディオニュシウスは、キリスト教を迫害したディオクレティアヌスを起源とする暦年法は問題があるという理由で、A.D. の1年をキリストの生まれた西暦1年に変更した。しかしこれが一般に使われるようになるには時間がかかった。また、ディオニュシウスの計算は誤っており、今日では、キリスト生誕は紀元前6年から紀元前4年の間と考えられている。紀元前を表す B.C. の記号は、17世紀になってから始まった。
なお、宗教上の配慮から、A.D. を C.E. (Common Era, Christian Era) 、B.C. を B.C.E. (Before C.E.) と書くこともある。C.E. 1年は西暦1年と同義で、B.C.E. 1年は紀元前1年と同義である。（ちなみに、0年は今も当時も存在しない）
一方、東ローマ帝国では、6世紀まで執政官で年代を記していたが、541年には執政官制度が廃止されてしまった。このため、前述のインディクティオを用いるようにしたが、インディクティオは15年で一周するために、ただ「第3インディクティオ」といっても複数あって、長期に効力を発する法律や勅令、行政文書などには向かなかった｡やがて皇帝の在位年数で数えるようになったが、結局これも定着せず、10世紀の皇帝レオーン6世の時代になると世界創造紀元（紀元前5509年に当たる年を神が天地を創造した年とし、これを元年とするもの）が採用されるようになり、インディクティオと併用されるようになった｡世界創造紀元はロシアなどの正教会諸国でも近代に至るまで使用されていた｡

## ローマ暦の使用
古代ローマの建設年については、半ば伝説であることに注意する必要がある。また、古代ローマは都市国家であり、この暦は当初ローマ市内だけで使われた。ローマから遠い他のギリシャ諸国などでは独自の暦法を用いていたところもあり、ローマに征服され、ユリウス暦の時代になってもしばらくはそのままだった。